# Jordbro
Jordbro este un oraș în Suedia.

## Demografie
| \| Evoluția demografică a zonei urbane Jordbro, 1970–2015 \| Evoluția demografică a zonei urbane Jordbro, 1970–2015 \| Evoluția demografică a zonei urbane Jordbro, 1970–2015 \| Evoluția demografică a zonei urbane Jordbro, 1970–2015 \| Evoluția demografică a zonei urbane Jordbro, 1970–2015 \| \| --------------------------------------------------------------------------------------- \| ------------------------------------------------------ \| ------------------------------------------------------ \| ------------------------------------------------------ \| ------------------------------------------------------ \| \| An \| \| \| Locuitori \| \| \| 1970 \| 1970 \| \| 6.005 \| 6.005 \| \| 1975 \| 1975 \| \| 5.767 \| 5.767 \| \| 1980 \| 1980 \| \| 9.169 \| 9.169 \| \| 1990 \| 1990 \| \| 9.796 \| 9.796 \| \| 1995 \| 1995 \| \| 9.022 \| 9.022 \| \| 2000 \| 2000 \| \| 9.414 \| 9.414 \| \| 2005 \| 2005 \| \| 9.316 \| 9.316 \| \| 2010 \| 2010 \| \| 10.291 \| 10.291 \| \| 2015 \| 2015 \| \| 10.757 \| 10.757 \| \| Sursa: SCB - Statistika Centralbyrån, Folkmängden per tätort. Vart femte år 1960 - 2016 \| \| \| \| \| |      |  |           |        |
| Evoluția demografică a zonei urbane Jordbro, 1970–2015 |      |  |           |        |
| An |      |  | Locuitori |        |
| 1970 | 1970 |  | 6.005     | 6.005  |
| 1975 | 1975 |  | 5.767     | 5.767  |
| 1980 | 1980 |  | 9.169     | 9.169  |
| 1990 | 1990 |  | 9.796     | 9.796  |
| 1995 | 1995 |  | 9.022     | 9.022  |
| 2000 | 2000 |  | 9.414     | 9.414  |
| 2005 | 2005 |  | 9.316     | 9.316  |
| 2010 | 2010 |  | 10.291    | 10.291 |
| 2015 | 2015 |  | 10.757    | 10.757 |
| Sursa: SCB - Statistika Centralbyrån, Folkmängden per tätort. Vart femte år 1960 - 2016 |      |  |           |        |